# Zapłocie (przystanek kolejowy)
Zapłocie – nieczynny przystanek stargardzkiej kolei wąskotorowej w Zapłociu, w województwie zachodniopomorskim, w Polsce. Przystanek został zamknięty 10 czerwca 2001 roku.